# Babakan (Sumber)
Babakan is een bestuurslaag in het regentschap Cirebon van de provincie West-Java, Indonesië. Babakan telt 3718 inwoners (volkstelling 2010).